# Goodia arabica
Goodia arabica är en fjärilsart som beskrevs av Pierre Claude Rougeot 1977. Goodia arabica ingår i släktet Goodia och familjen påfågelsspinnare. Inga underarter finns listade i Catalogue of Life.